# Karn Prayag
Karn Prayag là một thành phố và là nơi đặt ban đô thị (municipal board) của quận Chamoli thuộc bang Uttaranchal, Ấn Độ.

## Nhân khẩu
Theo điều tra dân số năm 2001 của Ấn Độ, Karn Prayag có dân số 6976 người. Phái nam chiếm 56% tổng số dân và phái nữ chiếm 44%. Karn Prayag có tỷ lệ 76% biết đọc biết viết, cao hơn tỷ lệ trung bình toàn quốc là 59,5%: tỷ lệ cho phái nam là 81%, và tỷ lệ cho phái nữ là 69%. Tại Karn Prayag, 13% dân số nhỏ hơn 6 tuổi.